# Rogowo (Radowo Małe)
Rogowo (deutsch Roggow A) ist ein Dorf in der Woiwodschaft Westpommern in Polen. Es gehört zur Gmina Radowo Małe (Gemeinde Klein Raddow) im Powiat Łobeski (Labeser Kreis).

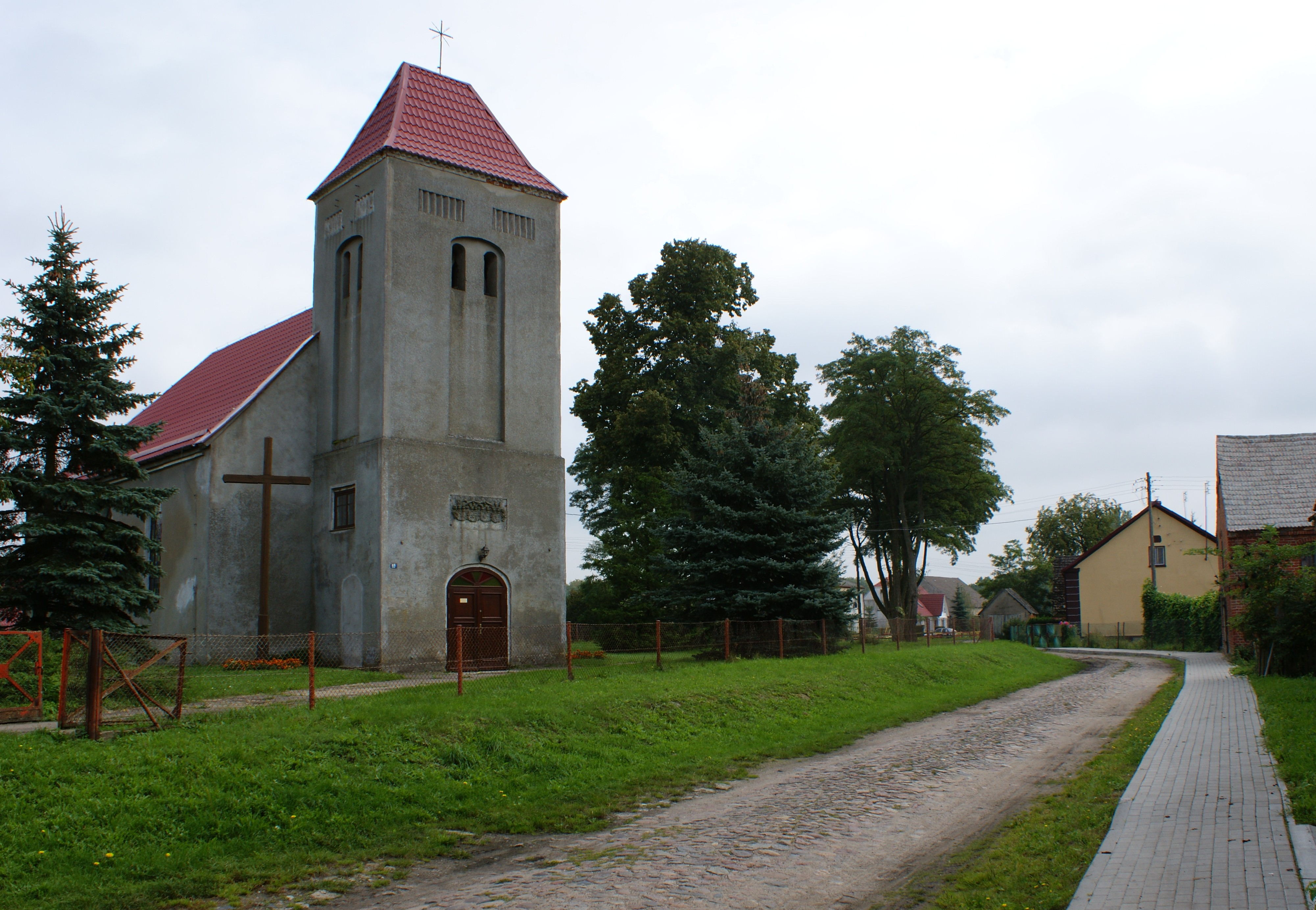
Dorfkirche (2011)

## Geographische Lage
Das Dorf liegt in Hinterpommern, knapp 60 Kilometer nordöstlich von Stettin und etwa 17 Kilometer westlich der Kreisstadt Labes. 

## Geschichte
Die Landgemeinde Roggow A zählte im Jahre 1910 251 Einwohner. Später wurde der benachbarte Gutsbezirk Hoffelde in die Landgemeinde Roggow A eingemeindet. Bis 1945 bildete Roggow A eine Landgemeinde im Kreis Regenwalde der preußischen Provinz Pommern. Zur Landgemeinde gehörten auch die Wohnplätze Hoffelde, Kolonie Louisenhof, Vorwerk Wilhelmsthal und Wieck. Die Gemeinde zählte im Jahre 1925 546 Einwohner in 108 Haushaltungen und im Jahre 1939 461 Einwohner.
Nach dem Zweiten Weltkrieg kam Roggow A, wie ganz Hinterpommern, an Polen. Die Bevölkerung wurde durch Polen ersetzt. Der Ortsname wurde zu „Rogowo“ polonisiert. Heute liegt das Dorf in der polnischen Gmina Radowo Małe (Gemeinde Klein Raddow), in der es ein eigenes Schulzenamt bildet, zu dem auch die Wohnplätze Krzekowo (Vorwerk Wilhelmsthal) und Uklejki (Wieck) gehören.